# 新金沢小景
『新金沢小景』（しんかなざわしょうけい）とは
1. テレビ金沢制作のミニ番組。
2. 2005年9月にテレビ金沢から出版された五木寛之監修の書籍。

## テレビ番組

### 番組概要
テレビ金沢制作のミニ番組である。ステレオ放送およびハイビジョン制作が行われている。テレビ金沢では、2003年4月より毎週土曜 17:54 - 18:00  (JST) に放送されていたが、現在は花のテレ金ちゃんで放送されている。また、毎週水曜 11:44 - 11:55 (JST) に再放送が行われている。放送枠としては、本放送3分前後、再放送11分とされているが、番組本編の放送時間は3分程度である。アナログ放送では画面上下に黒帯ができるレターボックスで放送されている。過去には、山形放送やKBS京都で番組販売の形で放送されたことがある。KBS京都では、放送が一旦打ち切られたが、2009年1月より再開された。
番組の監修には五木寛之が全面的に関わっており、五木自身が金沢市内および近郊を廻りながら、金沢の風景や物語を辿っていく内容となっている。また、番組の題字は五木の直筆である。
番組開始当初は『2時間ワイドじゃんけんぽん』および同番組の土曜版『じゃんけんサタデー!!』（後の『じゃんサタ!!』）内でも放送されていたが、現在は、本番組のみで独立した枠で放送されている。
放送開始から1年に4回ないし2回の割合で本番組の特別番組が制作され、2008年については、3月22日に『五木寛之の新金沢百景〜文芸を飾った画家たち〜』が放送された。

### 放送時間の変遷
| 期間   | 期間   | 放送曜日 | 放送時間（JST）      |
| ------ | ------ | -------- | -------------------- |
| 2003.4 | 2009.3 | 土曜日   | 17:54 - 18:00（6分） |
| 2009.4 | 2009.6 | 土曜日   | 16:55 - 17:00（5分） |
| 2009.7 | 現在   | 金曜日   | 18:30ごろ            |

### 遅れネット局
- KBS京都 - 毎週土曜日 16:55 - 17:00

### スタッフ
- ナレーション：佐野幸穂(2017年1月から)

過去ナレーション中崎清栄
- 協力：石川県・金沢市・北國新聞社
- 製作著作：テレビ金沢

## 新金沢小景（書籍）
- 『五木寛之の新金沢小景』 五木寛之監修　テレビ金沢　ISBN 4833014351
テレビ金沢で放送された『新金沢小景』の内容をまとめた書籍である。2005年9月に発行された。テレビ番組で放送された内容のほかにも金沢市内の散策に便利な案内もまとめられている。